# 🦇
🦇 is een teken uit de Unicode-karakterset dat een 
vleermuis voorstelt. Deze emoji is in 2016 geïntroduceerd met de Unicode 9.0-standaard..

## Betekenis

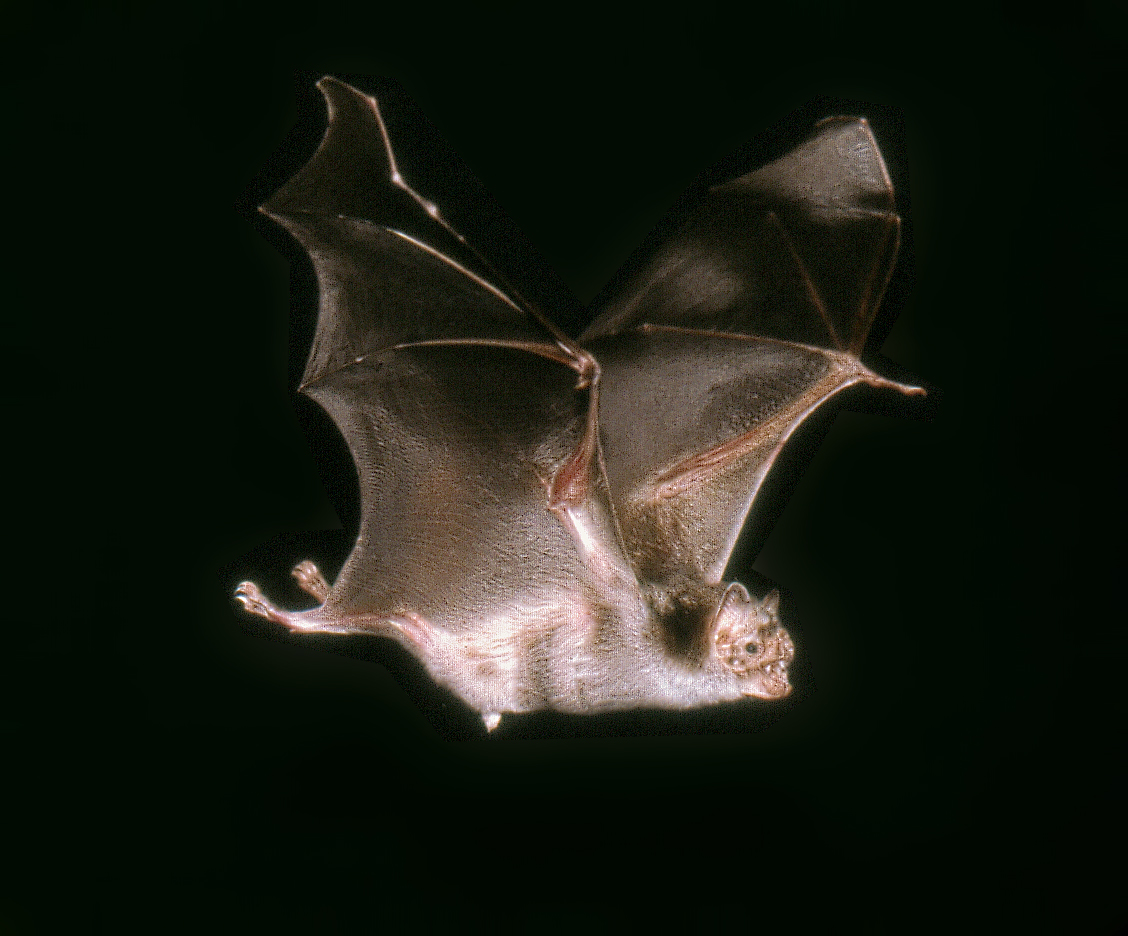
Een vleermuis (Desmodus rotundus)

Deze emoji geeft een vleermuis weer, in het algemeen met gestrekte vleugels. In de iconografie is een vleermuis het symbool van de gepersonifieerde nacht. De vleermuis is ook een populair symbool bij bijvoorbeeld spookhuizen, in griezelverhalen en in de gothic-subcultuur. Liefhebbers van het genre gebruiken 🦇 ook wel als duiding van Batman.

## Codering

De Twemoji-implementatie

### Unicode
In Unicode vindt men de 🦇 onder de code U+1F987  (hex).

### HTML
In HTML kan men in hex de volgende code gebruiken: &#x1F987;.

### Shortcode
In software die shortcode ondersteunt zoals Slack en GitHub kan het karakter worden opgeroepen met de code :bat:.

### Unicode-annotatie
De Unicode-annotatie voor toepassingen in het Nederlands (bijvoorbeeld een Nederlandstalig smartphonetoetsenbord) is vleermuis. De emoji is ook te vinden met het sleutelwoord vampier.